# Fiestas de un futuro pasado
«Fiestas de un futuro pasado» —título original: «Holidays of Future Passed»— es el noveno episodio de la vigesimotercera temporada de Los Simpson, emitido por primera vez en Estados Unidos el 11 de diciembre de 2011 por la cadena FOX. Se desarrolla, en su mayoría, treinta años en el futuro, durante una Nochebuena en la que Bart y Lisa llevan a sus respectivos hijos a casa de sus padres, mientras Maggie entra en trabajo de parto. Matt Groening, creador de la serie, hace un cameo como un comentarista que grita «¡gol!» durante un partido de fútbol.
En principio, a este episodio, escrito por J. Stewart Burns y dirigido por Rob Oliver, se lo concibió como un posible final de serie en caso de que no poder solucionar las disputas salariales con los miembros del elenco. «Fiestas de un futuro pasado» recibió buenas críticas que se enfocaron en su humor y escenas emotivas, y recibió una nominación al Primetime Emmy al mejor programa animado.

## Sinopsis
En el presente, la familia Simpson termina la cena del Día de Acción de Gracias e inicia la temporada navideña tomándose la fotografía anual. A través de una compilación de tarjetas de Navidad, escena acompañada del tema de The Ronettes «Sleigh Ride», se avanza treinta años. En esta época, Bart no tiene trabajo estable, está divorciado y no es cercano con sus hijos; Lisa en una exitosa empresaria y tiene una hija rebelde llamada Zia con Milhouse; y Maggie es vocalista de una famosa banda de rock y está en las últimas semanas de embarazo. 
En su departamento ubicado en la antigua escuela primaria de Springfield, Bart recibe a los dos hijos que tiene con Jenda, Picard y Kirk, quienes le informan de que su madre quiere que se queden con él en Navidad. Por otra parte, a Lisa le preocupa que su hija ocupe demasiado tiempo en la computadora, conectada a un mundo digital llamado «Ultranet». Ambos deciden pasar la fiesta en casa de sus padres, al igual que Maggie, que tiene complicaciones en su vuelo de Londres a Springfield.
Lisa se enfada por los consejos que Marge le da para hacerla una mejor madre y su relación con Zia no parece mejorar, y Bart se deprime al enterarse de que Jenda se volvió a casar, mientras él sigue solo. Homer lleva de paseo a Picard y a Kirk y pasan un buen tiempo juntos. Bart y Lisa se emborrachan en la casa árbol, charlan sobre sus problemas y acaban motivándose el uno al otro para ser mejores padres. Al mismo tiempo, Maggie llega a la ciudad, pero comienza a tener contracciones y Kearney, que es taxista, la lleva al hospital. 
Entretanto, Homer lleva a sus nietos a visitar al abuelo, a quien mantiene criogenizado porque esa manera le es más barata que el asilo, y aprovecha para recomendarles que le den una oportunidad a Bart, ya que sabe que él los ama. Justo en ese momento, Bart aparece y le dice a sus hijos lo mucho que los quiere, a lo que ellos responden abrazándolo. Lisa, por otra parte, ingresa a Ultranet, donde descubre que su hija la admira por la labor feminista que desempeña, así que se reconcilian. Todos vuelven a la casa para tomarse la foto navideña, incluida Maggie, que ha dado a luz a una niña.

## Producción

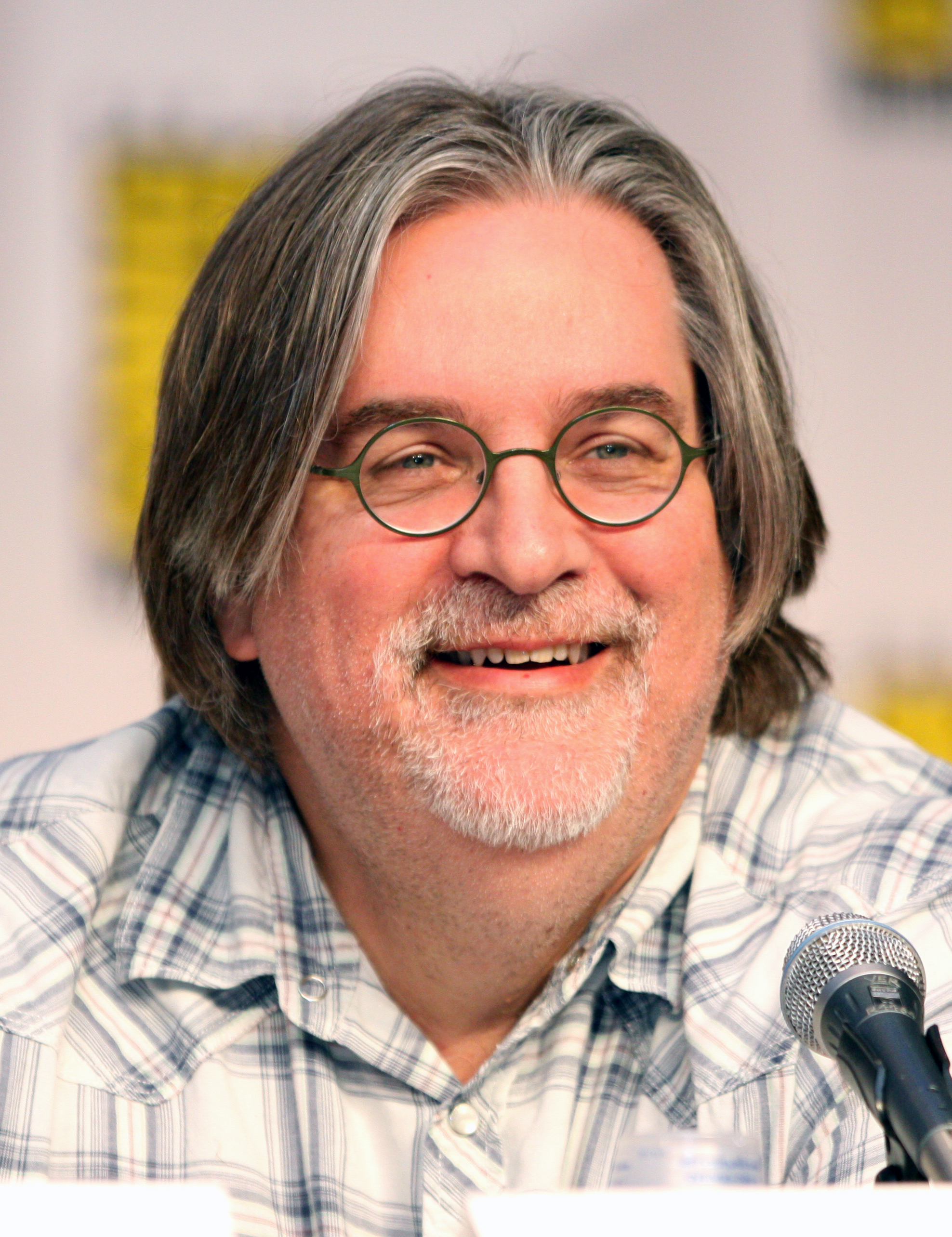
Matt Groening, creador de Los Simpson, realiza un cameo en este episodio

El guion del episodio estuvo a cargo de J. Stewart Burns, acostumbrado a la temática futurista al haber trabajado en otra serie de Matt Groening, Futurama, mientras que Rob Oliver lo dirigió. El mismo se anunció el 23 de julio de 2011 en la Convención Internacional de Cómics de San Diego. Es el undécimo episodio navideño de la serie y el cuarto ambientado en el futuro, tras «La boda de Lisa» (1995), «Bart al futuro» (2000) y «Future-Drama» (2005). En el guion original había una broma que hacía mención al derrumbe de la planta de energía nuclear, pero se eliminó debido al terremoto y tsunami que devastó Japón en marzo de 2011 y desató múltiples accidentes en varias centrales nucleares del país. Burns redactó el guion mientras los productores negociaban los contratos de los actores de voz, a quienes querían rebajarles el sueldo, por lo que era posible que el episodio fuera el último de la serie.
Groening realizó un pequeño cameo en la escena en donde el robot que examina a Maggie sintoniza un partido de fútbol, como el comentarista que exclama: «¡gol!». De acuerdo con el editor de sonido del programa, Chris Ledesma, originalmente solo se escuchaba a los aficionados vitorear, pero a Groening le pareció que «había que darle vida de alguna manera» y, tras dos tomas, le dio voz al locutor.

## Recepción
«Fiestas de un futuro pasado» se emitió por primera vez en Estados Unidos el 11 de diciembre de 2011 en la cadena FOX, transmisión que vieron aproximadamente 6.43 millones de personas y obtuvo una puntuación Nielsen de 3.0. El episodio recibió críticas favorables, algunas enfocadas en la emotividad lograda, como la reseña de Hayden Childs, del sitio web The A.V. Club, en donde destacó la escena en la que Bart y Lisa conversan sobre sus problemas y opinó que «se encontró el punto justo al bombardear al episodio con bromas, sin parar, y combinarlas con una ternura que suele faltar en episodios recientes de Los Simpson». «Fiestas de un futuro pasado» quedó 49° en la lista de «los 50 mejores episodios de televisión de 2011», hecha por BuddyTV, donde además se dice lo siguiente: «Ver cómo el resto de personajes han cambiado en este salto temporal es un desfile de momentos graciosos».
Al crítico de HitFix Alan Sepinwall le pareció el mejor capítulo de la serie ambientado en el futuro desde el primero, «La boda de Lisa», y dijo que una de las razones por las que el episodio fue tan exitoso es el lado sentimental del mismo, especialmente «cuando vemos cuán infelices son estas versiones alternativas de Bart y Lisa, quienes no pueden conectar con sus respectivos hijos, y cuando vemos a Homer como un anciano muy sabio y tierno». Sepinwall también escribió positivamente sobre el humor y mencionó dos bromas en particular: «Krusty como el Andy Rooney de 2041 y Ralph Wiggum como una serie interminable de estúpidos clones que se matan entre ellos sin cesar». En septiembre de 2019, Bernardo Sim realizó para Screen Rant una lista de los mejores episodios de la serie por temporada, incluyó a «Fiestas de un futuro pasado» como el mejor de su respectiva temporada y, además, lo ubicó 13° entre los 30 mejores. En cuanto a premios, recibió una nominación al Primetime Emmy al mejor programa animado, que ganó Los pingüinos de Madagascar, y Burns fue nominado a un premio WGA de Televisión en la categoría Animación.

### Referencia al islam
Durante una parte del episodio se hace referencia, en tono burlesco, a la gran cantidad de musulmanes que residen en Dearborn (Míchigan). La escena en cuestión muestra a Milhouse con alergias a cosas relacionadas con la Navidad, como acebos, muérdago o bastones de caramelo, a lo que Lisa le recomienda que viaje a Míchigan, donde la fiesta no se celebra «por la ley islámica». Milhouse acepta, aunque se queja porque allí siempre lo hacen usar velo, y señala una fotografía suya visitando la University of Michigan-Dearborn y vistiendo un burka. En el sitio web de la cadena WJBK, Bill Gallagher comentó que en este segmento «se burla de la noción falsa e infundada de que, de alguna manera, la sharía se respeta en Dearborn».